# Echiurocystis bullis
Echiurocystis bullis is een soort in de taxonomische indeling van de Myzozoa, een stam van microscopische parasitaire dieren. Het organisme komt uit het geslacht Echiurocystis en behoort tot de familie Aikinetocystidae. Echiurocystis bullis werd in 1938 ontdekt door Noble.